# Colonia Colinas de San José
Colonia Colinas de San José är en ort i Mexiko.   Den ligger i kommunen Santa Cruz Xoxocotlán och delstaten Oaxaca, i den sydöstra delen av landet, 400 km sydost om huvudstaden Mexico City. Colonia Colinas de San José ligger 1 559 meter över havet och antalet invånare är 134.
Terrängen runt Colonia Colinas de San José är varierad. Runt Colonia Colinas de San José är det tätbefolkat, med 570 invånare per kvadratkilometer. Närmaste större samhälle är Oaxaca de Juárez, 6,1 km nordost om Colonia Colinas de San José. I omgivningarna runt Colonia Colinas de San José växer huvudsakligen savannskog.